# Daly City
Daly City è una città degli Stati Uniti, appartenente allo Stato della California e situata nella contea di San Mateo, a sud di San Francisco. Daly City e alcune comunità nelle contee di Los Angeles e di Santa Clara (come Monterey Park, Milpitas e Rowland Heights) sono le città con la maggiore presenza percentuale di persone di origine asiatica degli interi Stati Uniti continentali.

## Società

### Evoluzione demografica
Secondo il censimento effettuato nel 2000, la città conta 103.621 abitanti, 30.775 caseggiati e 23.081 nuclei familiari. La densità della popolazione è di 5.292.1/km².
La suddivisione etnica vede il 46,59% di asiatici, il 27,37% di ispanici, il 25,90% di bianchi, il 5,46% sono afroamericani, 1,34% nativi americani, 1,71% oceaniani, 12,32% de altre etnie, e 7,09% meticci.

## Infrastrutture e trasporti
Le infrastrutture stradali della città includono la strada statale 1, 35 e 82 e l'interstatale 280 che congiunge la città e le contee di San Mateo e Santa Clara con San Francisco. L'Aeroporto Internazionale di San Francisco dista 15 chilometri da Daly City.

## Sport
La Cow Palace arena ha ospitato le partite casalinghe dei San Francisco Warriors (NBA) dal 1962 al 1971 e dei San Jose Sharks (NHL) dal 1991 al 1993.